# Coll del Trivi
El Coll del Trivi és una collada de 1.093 metres d'altitud, en el límit dels termes comunals d'Eus, a la comarca del Conflent, a la Catalunya del Nord, i de Campossí i Sornià, a la comarca occitana de la Fenolleda.
Està situat al nord-oest del d'Eus i al sud del de Campossí. És a ponent de l'Estanyol.